# Casa del Desierto

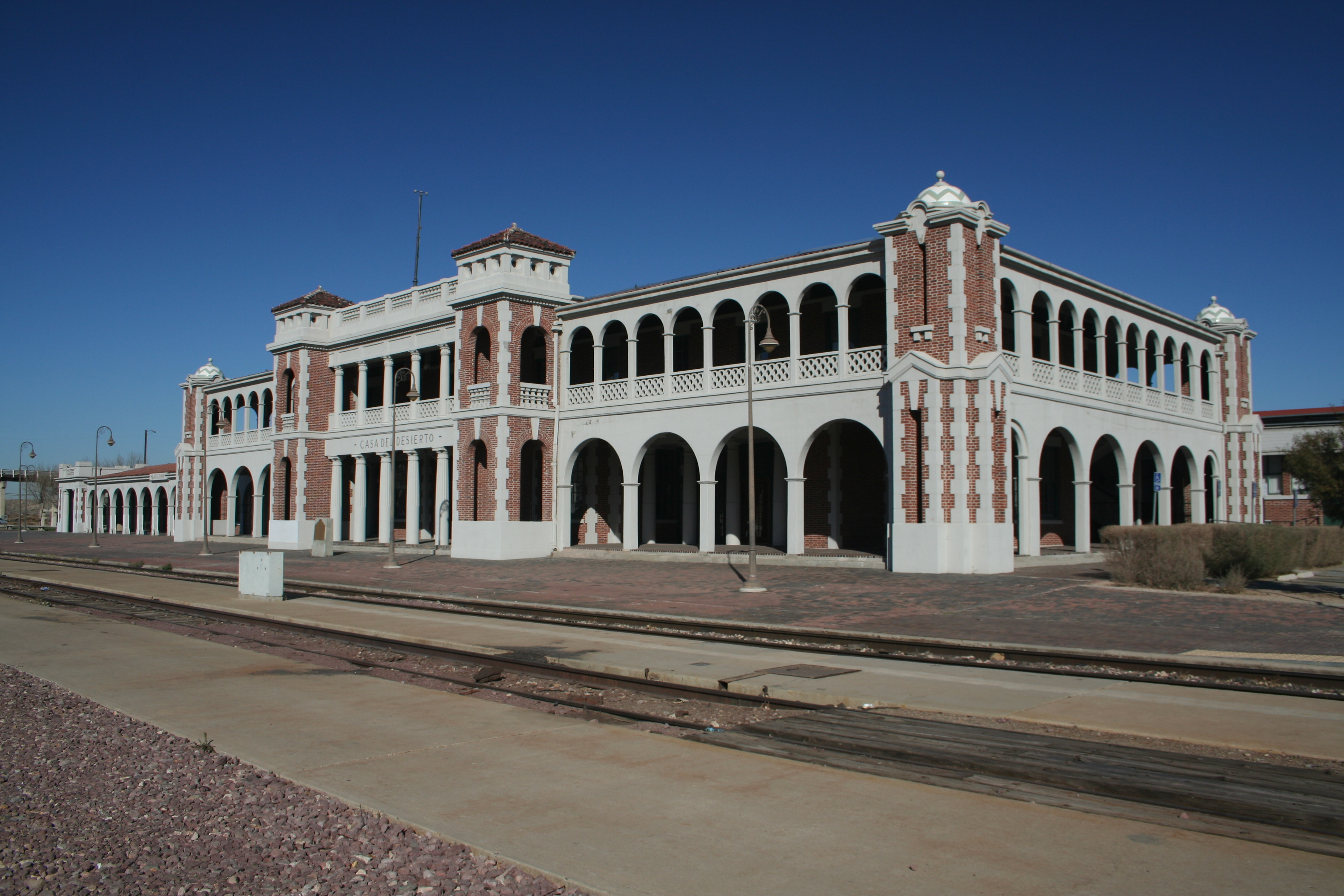
Het Casa del Desierto

Het Casa del Desierto (Spaans voor 'Huis van de Woestijn'; Engels: Harvey House Railroad Depot) is een Amerikaans Amtrak-spoorwegstation in Barstow (Californië). Het gebouw biedt ook onderdak aan het Western America Railroad Museum en het Barstow Route 66 "Mother Road" Museum. Het verving een station uit 1885 dat door brand werd verwoest in 1908. Architecturaal vertoont het gebouw stijlkenmerken van de Spaanse renaissance en het neoclassicisme.
Het station is onbemand en ligt tussen het station van Victorville in het westen en dat van Needles in het oosten.

## Casa del Desierto en Fred Harvey
Tussen het laatste kwart van de 19e eeuw en de jaren dertig van de 20e eeuw was de trein het uitverkoren vervoermiddel. Fred Harvey en zijn bedrijf bouwden een aantal aparthotels en restaurants voor de passagiers van Santa Fe Railroad. In 1911 opende Harvey het Casa del Desierto. Zijn Harvey girls serveerden niet enkel gerechten maar voorzagen de reizigers van informatie en conversatie. Harvey Houses hadden een uitstekende reputatie en werden ook bezocht door de lokale bevolking die gebruik maakte van de balzaal van Barstow's Harvey House. Toen men maaltijden begon te serveren op de treinen ging het ook met Casa del Desierto steil bergaf.

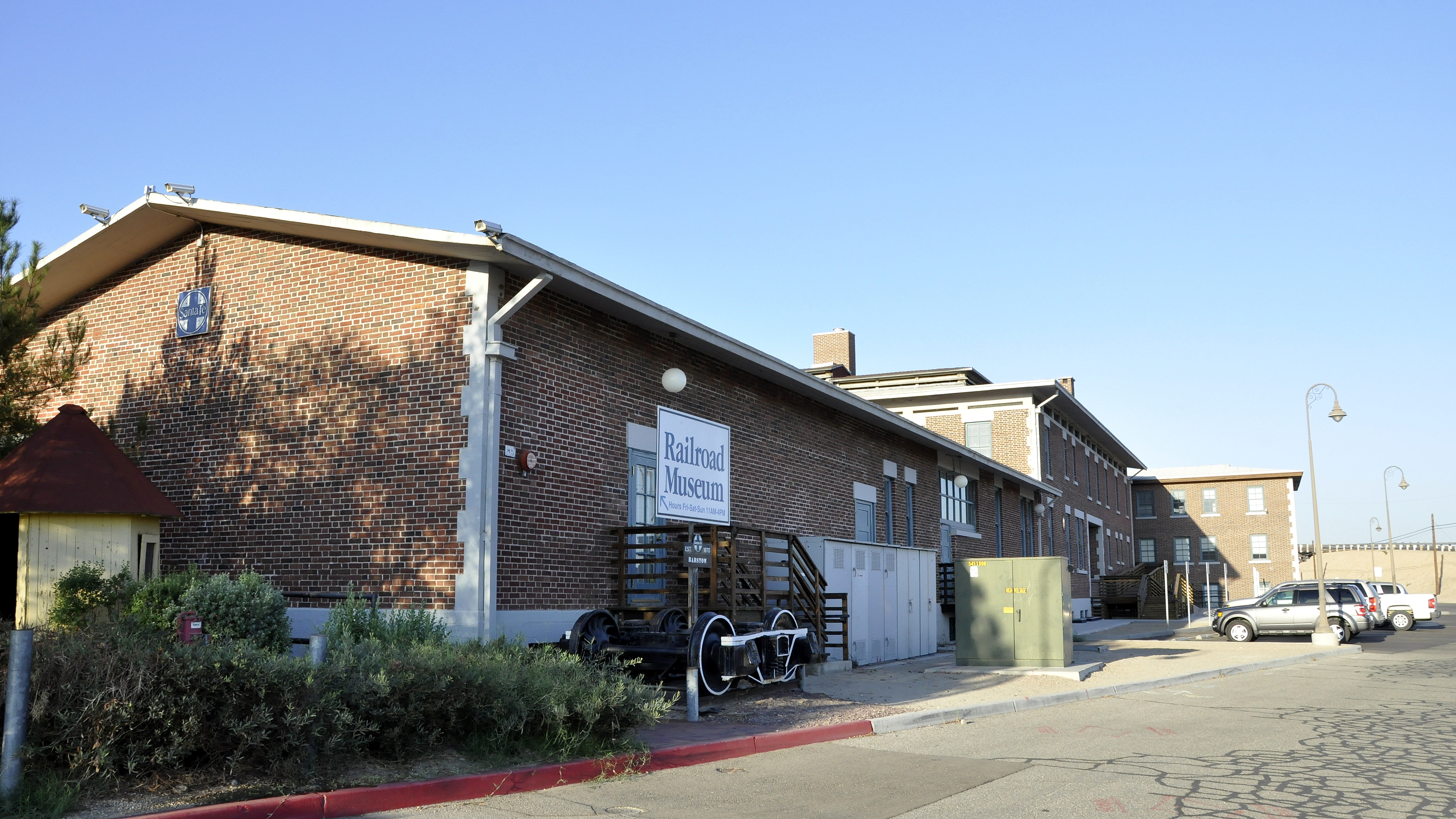
Barstow Railroad Museum
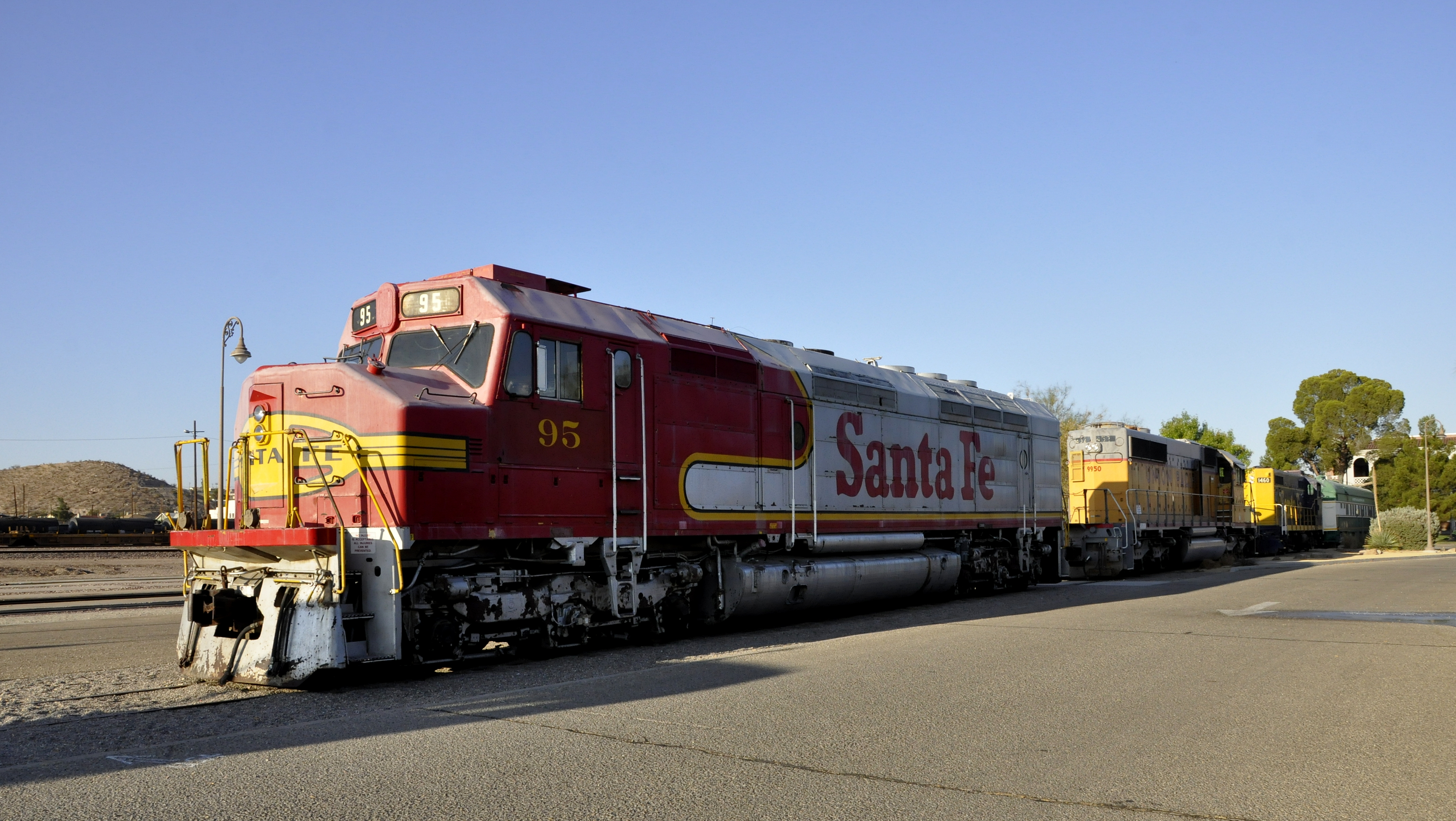
Santa Fe 95 diesellocomotief